# Американский музей визионерского искусства
Американский музей визионерского искусства (AVAM) — художественный музей, расположенный в Балтиморе, штат Мэриленд, в районе Федерал-Хилл. Музей специализируется на сохранении и демонстрации аутсайдерского искусства (также известного как «интуитивное искусство», «необработанное искусство» или «ар-брют»). Город согласился предоставить музею участок земли на южном берегу Внутренней гавани при условии, что его основатели избавятся от остаточного загрязнения от завода по производству медных красок и склада виски, которые раньше были на этом месте. Конгресс признал музей Национальным американским музеем визионерского искусства.
Кампус AVAM площадью 1,1 акра включает 67 000 квадратных футов выставочной площади и постоянную коллекцию, насчитывающую около 4000 экспонатов. В постоянную коллекцию входят работы таких художников-визионеров, как Хо Барон, Нек Чанд, Говард Финстер, Ванесса Джерман, Грегори Вармак, Леонард Найт, Уильям Курелек, Лео Сьюэлл, Джудит Скотт, Бен Уилсон, а также более 40 объектов искусства из лондонского механического театра «Кабаре». В число художников AVAM, согласно заявлениям музея, входят «фермеры, домохозяйки, механики, инвалиды, бездомные … всё вдохновлено внутренним огнём». Главное здание музея состоит из трёх этажей выставочных площадей, а кампус включает в себя Амбар с высокими скульптурами и Сад полевых цветов, а также большие выставочные и конференц-залы в Визионерском центре Джима Роуза.
В музее нет штатных кураторов, он предпочитает использовать для своих выставок приглашённых. Вместо того, чтобы сосредотачиваться на конкретных художниках или стилях, музей спонсирует тематические выставки с названиями вроде «Ветер в твоих волосах» и «Кайф от жизни». Основательница музея Ребекка Альбан Хоффбергер гордится тем фактом, что AVAM «довольно не музейный».

## История

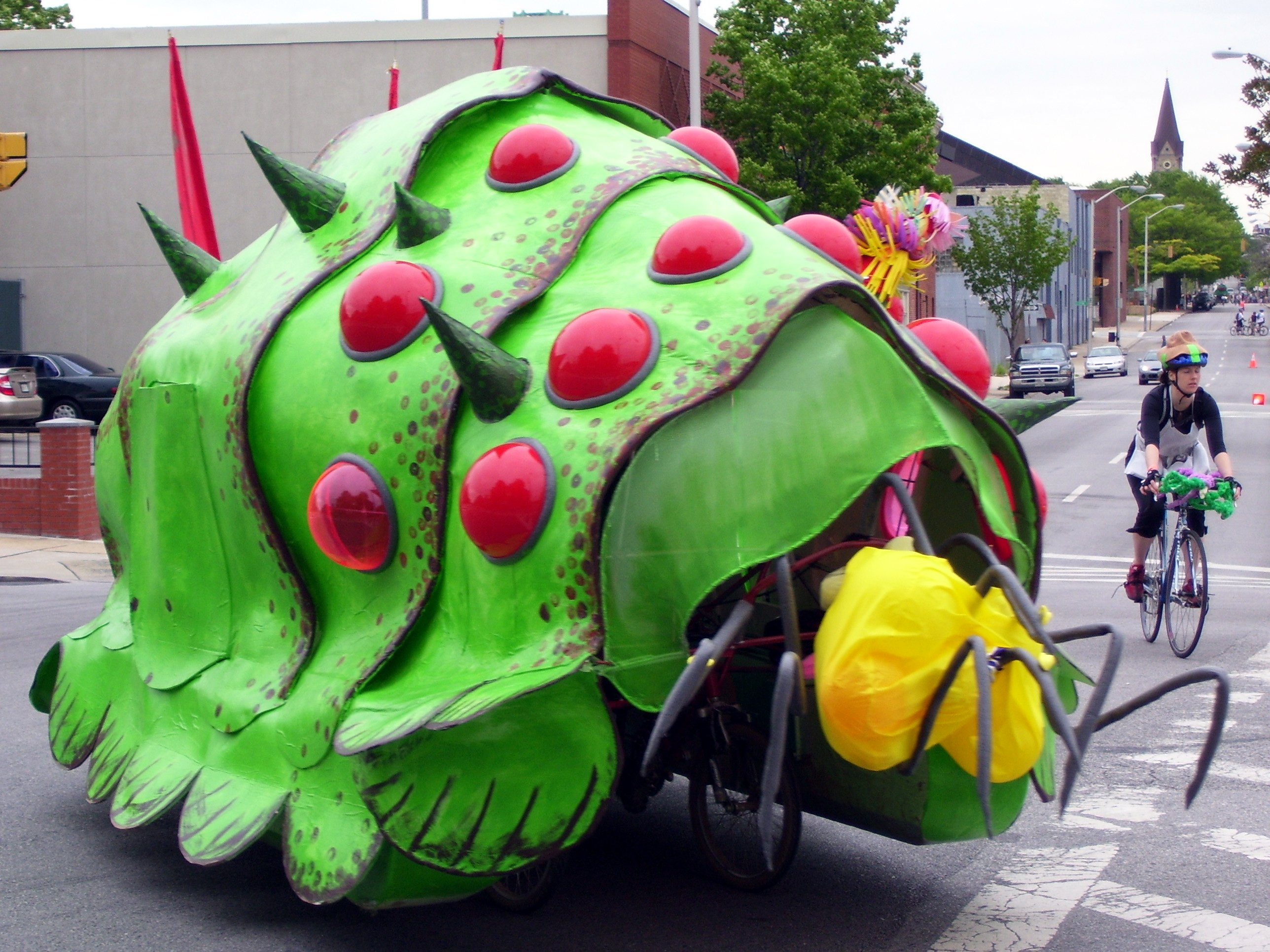
«Атака Скульптуриан» — движимое человеком транспортное средство, участвовавшее в гонке кинетических скульптур

Основательница и директор AVAM — Ребекка Албан Хоффбергер, которая работала в больнице Синай в программе, направленной на помощь психиатрическим пациентам при их возвращении в общество. Первоначально Хоффбергер просто интересовалась произведениями искусства, созданными пациентами программы «Люди, поощряющие людей», и обнаружила, что «впечатлена их воображением», её внимание привлекли «их сильные стороны, а не болезни».
Хоффбергер вдохновилась Коллекцией Ар-брют в Лозанне, которая была создана французским художником Жаном Дюбюффе.
Чтобы оценить интерес общества к визионерскому искусству, Хоффбергер и владелец галереи Джордж Сискл в 1987 году провели выставку под названием «Американское искусство аутсайдеров» (American Outsider Art), после чего официально объявили о своих планах по созданию Музея американского визионерского искусства в Балтиморе. При поддержке друзей и семьи Хоффбергер подала петицию в администрацию Балтимора и в конечном счёте получила два здания возле Внутренней гавани города. Хоффбергер «изо всех сил старалась не обращаться к традиционным спонсорам искусства». Штат Мэриленд также выпустил облигации на сумму 1,3 миллиона долларов для финансирования строительства, что помогло начать строительный процесс. Хоффбергер также в значительной степени полагалась на пожертвования, эта традиция продолжает поддерживать музей. Хоффбергер за шесть лет собрала 7 миллионов долларов от таких доноров, как Анита Роддик. Спроектированный Ребеккой Суонстон и Алексом Кастро, музей официально открылся для публики 24 ноября 1995 года. Первыми порог переступили художники Джеральд Хоукс и Воллис Симпсон.
С 1999 года в сотрудничестве с Хобартом Брауном AVAM проводит гонку кинетических скульптур. В 2004 году музей открыл свое третье здание — Центр визионеров Джима Роуза, переоборудованный из бывшего склада виски. В Визионерском центре Джима Роуза хранятся такие экспонаты, как кинетические скульптуры из ежегодного забега, раскрашенные экраны в Балтиморе, «Воздушный шар любви» Леонарда Найта, «Первое в мире семейство роботов» Девона Смита и интерактивная экспозиция автоматов из лондонского Кабаре Механического театра. Здесь также есть две классные комнаты и банкетный зал на 400 человек.
В 2005 году AVAM при поддержке семьи Хьюз начал серию «Съёмки с холма». Каждое лето в бесплатной серии на открытом воздухе представлена подборка фильмов, вдохновленных текущей тематической выставкой музея. Фильмы проецируются на большой экран, установленный под «Гигантской золотой рукой» художника Адама Курцмана в «Театре под открытым небом семьи Хьюз», а естественный амфитеатр Федерал-Хилл может вместить более 1000 посетителей под открытым небом.
Среди других программ музея — летний художественный лагерь и внеклассная программа, созданная в 2009 году. AVAM также является популярным местом проведения свадеб: ежегодно их здесь проводится более 70. Плата за аренду и вход составила 72 % заработанного дохода в 2011 году, что почти в три раза превышает средний показатель для художественного музея. AVAM стремится собрать пожертвование в размере 25 миллионов долларов, прежде чем «изучить многочисленные предложения по созданию филиала на Западном побережье».

## Миссия
Согласно Хоффбергер, «хороший музей — это больше, чем просто наличие предметов, стоящих на пьедесталах. Все великие музеи опираются на муз и соединяют зрителей с сердцем вдохновения». У музея также есть образовательные цели, которые были приняты и Женским клубом Нижнего Ист-Сайда при его основании в 1996 году.

## Приём
Во время открытия музея в 1995 году сообщалось, что отказ Хоффбергер от академической науки и традиций мог расстроить видных деятелей мира искусства. Несмотря на это, музей завоевал поддержку коллекционеров, критиков и публики благодаря своим выставкам, которые исследуют связь искусства с человеческим состоянием, а не с каноном истории искусства. В своей речи Хоффбергер заявила, что «Музей американского визионерского искусства открывает свои двери восприятия не для того, чтобы вести войну с академическим или институциональным обучением, а для того, чтобы создать место, где лучшие самоучки и интуитивный вклад всех видов будут должным образом признаны, изучены, а затем чётко и решительно поддержаны». С момента, когда Конгресс США единогласно назначил музей «официальным национальным образовательным центром, хранилищем и музеем самоучек, интуитивного искусства Америки», AVAM организовал 18 (по состоянию на 2012 год) тематических «мегавыставок»; запустил (в 2004 году) Визионерский центр Джима Роуза, удвоив выставочную площадь, и добавил новые мероприятия в культурный ландшафт Балтимора (включая Семейный театр под открытым небом, Уголок ораторов Лероя Хоффбергера и многое другое). Серия фильмов AVAM «Фильмы с холма на открытом воздухе» была включена в список «Лучшие бесплатные материалы в мире» журнала Travel + Leisure. Кроме того, журнал также назвал AVAM одним из «10 мест, которые стоит увидеть, прежде чем вам исполнится 10 лет».

## Общественная работа

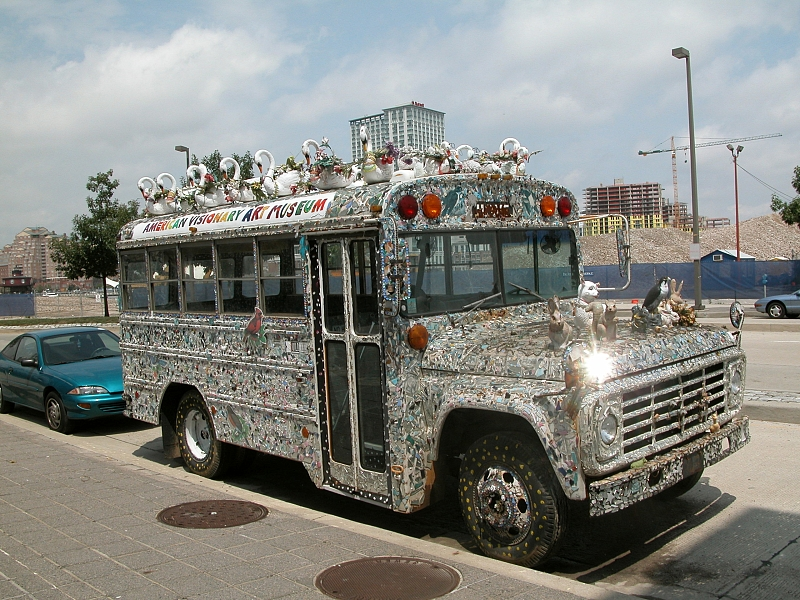
Арт-автомобиль

В 1997 году несколько штатных сотрудников музея были наняты в местных приютах для бездомных. Фрески, составляющие внешние стены музея, были созданы и установлены участниками программы обучения мозаике AVAM для молодёжи из групп риска и молодёжи, находящейся в заключении, в 2000 году. AVAM спонсирует в Балтиморе художественные мероприятия, в том числе мероприятия по созданию арт-автомобилей и ежегодную гонку кинетических скульптур Восточного побережья. В 2010 году AVAM запустил программу обучения после школы в сотрудничестве со школой Federal Hill, предоставляя учащимся доступ к коллекциям музея и предложениям художественных мастерских. В октябре 2012 года некоторые изделия, сделанные учениками программы, были проданы с аукциона в пользу детского дома в Катонсвилле. В 2012 году AVAM расширила программу до серии бесплатных семинаров в Бесплатной библиотеке Еноха Пратта. AVAM также был местом проведения первого мероприятия «Шаги для лечения», направленного на повышение осведомлённости о раке молочной железы.